# Stenostomum pseudoacetabulum
Stenostomum pseudoacetabulum är en plattmaskart. Stenostomum pseudoacetabulum ingår i släktet Stenostomum och familjen Stenostomidae. Inga underarter finns listade i Catalogue of Life.